# Micrandra heterophylla
Micrandra heterophylla är en törelväxtart som beskrevs av Henri Louis Poisson. Micrandra heterophylla ingår i släktet Micrandra och familjen törelväxter. Inga underarter finns listade i Catalogue of Life.